# Joyce Van Patten
Pour les articles homonymes, voir Van Patten.
Joyce (Benignia) Van Patten est une actrice américaine, née le 9 mars 1934 à New York (État de New York).

## Biographie
Sœur de l'acteur Dick Van Patten (1928-2015), demi-sœur de l'acteur et réalisateur Timothy Van Patten (né en 1959), et mère de l'actrice Talia Balsam (née en 1959, d'un bref mariage avec l'acteur Martin Balsam), Joyce Van Patten débute enfant au théâtre, jouant à Broadway dès 1941 (elle n'a pas encore sept ans). Entre autres, elle se produit à dix ans (d'octobre 1944 à janvier 1945) dans la pièce de Samson Raphaelson The Perfect Marriage, aux côtés d'Helen Flint, Miriam Hopkins et Victor Jory.
Sa deuxième pièce adulte à Broadway est Un trou dans la tête d'Arnold Schulman en 1957, mise en scène par Garson Kanin, avec Paul Douglas et Lee Grant. Par la suite, elle crée notamment quatre pièces de Neil Simon, dont Brighton Beach Memoirs de 1983 à 1986 (avec Matthew Broderick et Željko Ivanek), et Jake's Women (en) en 1992 (avec Alan Alda, sa fille Talia Balsam, Kate Burton, Tracy Pollan, Helen Shaver et Brenda Vaccaro, entre autres), toutes deux mises en scène par Gene Saks. Citons encore L'Invitation au château de Jean Anouilh (dans l'adaptation de Christopher Fry) en 1999, où figurent parmi ses partenaires Frances Conroy, Simon Jones, Haviland Morris, Marian Seldes, Toby Stephens et Fritz Weaver. À ce jour, sa dernière prestation à Broadway est dans un drame musical représenté en 2011.
Elle joue également Off-Broadway entre 1980 et 2013. Ainsi, elle y est l'une des interprètes de la pièce d'Eve Ensler Les Monologues du vagin, représentée de 1999 à 2003.
Au cinéma, Joyce Van Patten contribue (toujours à ce jour) à seulement vingt-six films américains. Le premier — dans un petit rôle non crédité — est 14 Heures d'Henry Hathaway (avec Paul Douglas et Richard Basehart), sorti en 1951. Le deuxième est La Déesse de John Cromwell (1958, avec Kim Stanley et Lloyd Bridges). Le dernier est sorti en juin 2013. S'y ajoute le film franco-italo-irlandais This Must Be the Place de Paolo Sorrentino (2011, avec Sean Penn et Frances McDormand).
Mentionnons aussi Mikey and Nicky d'Elaine May (1976, avec John Cassavetes et Peter Falk), Boire et Déboires de Blake Edwards (1987, avec Kim Basinger et Bruce Willis), et Copains pour toujours de Dennis Dugan (2010, avec Chris Rock et Adam Sandler).
Pour la télévision, à ce jour, elle collabore à quatre-vingt-dix séries dès 1948, dont La Quatrième Dimension (un épisode, 1963), Columbo (deux épisodes, 1974-1976) et Histoires fantastiques (un épisode, 1986). La dernière est Made in Jersey, avec un épisode diffusé en 2012.
En outre, Joyce Van Patten apparaît dans vingt-huit téléfilms entre 1969 et 1996, dont Vous ne l'emporterez pas avec vous de Paul Bogart (1979, avec Barry Bostwick et Blythe Danner).

## Théâtre (sélection)
(pièces, sauf mention contraire)

### À Broadway
- 1941 : Popsy de Frederick Herendeen : Marie Antoinette Benson
- 1943 : This Rock de Walter Livingston Faust : Mary
- 1943-1944 : Tomorrow the World de James Gow et Arnaud d'Usseau, mise en scène d'Elliott Nugent : Patricia Frame (en alternance)
- 1944-1945 : The Perfect Marriage de Samson Raphaelson, décors d'Oliver Smith : Helen Williams
- 1945 : The Wind Is Ninety de Ralph Nelson : Joan
- 1946 : The Bees and the Flowers de Frederick Kohner et Albert Mannheimer : Ilka Morgan
- 1955 : The Desk Set de William Marchant, mise en scène de Joseph Fields : Elsa
- 1957 : Un trou dans la tête (A Hole in the Head) d'Arnold Schulman, mise en scène de Garson Kanin : Shirl
- 1963 : Spoon River Anthology, drame musical, lecture du recueil de poèmes éponyme d'Edgar Lee Masters, musique de Naomi Caryl Horshhorn, adaptation et lyrics de Charles Aidman : Lectrice
- 1975 : Same Time, Same Year de Bernard Slade, mise en scène de Gene Saks : Doris (en remplacement d'Ellen Burstyn)
- 1979 : Murder at the Howard Johnson's de Ron Clark et Sam Bobrick : Arlene Miller
- 1980-1981 : I Ought to Be in Pictures de Neil Simon, mise en scène d'Herbert Ross : Steffy
- 1981 : The Supporting Cast de George Furth : Florrie
- 1983-1986 : Brighton Beach Memoirs de Neil Simon, mise en scène de Gene Saks : Blanche Morton
- 1988-1990 : Rumors de Neil Simon, mise en scène de Gene Saks : Cookie Cusack
- 1992 : Jake's Women de Neil Simon, mise en scène de Gene Saks : Edith
- 1998 : More to Love de Rob Bartlett : Maxine
- 1999 : L'Invitation au château (Ring Round the Moon) de Jean Anouilh, adaptation de Christopher Fry, musique de scène de Francis Poulenc : La mère d'Isabelle
- 2000 : Taller Than a Dwarf d'Elaine May, mise en scène d'Alan Arkin : Mme Miller
- 2011 : The People in the Pictures, drame musical, musique de Mike Stoller et Artie Butler, lyrics et livret d'Iris Rainer Dart : Chayesel Fisher

### Hors Broadway
- 1980 : La Mouette (Чайка - The Seagull) d'Anton Tchekhov : Paulina
- 1998 : Labor Day d'A. R. Gurney : Ellen
- 1999 : It's My Party (And I'll Die If I Want To) d'Elizabeth Coleman : rôle non spécifié
- 1999-2003 : Les Monologues du vagin (The Vagina Monologues) d'Eve Ensler : rôle unique
- 2004 : The Oldest Profession de Paula Vogel : Ursula
- 2009-2012 : Love, Loss, and Waht I Whore de Delia et Nora Ephron : rôle non spécifié
- 2012-2013 : The Great God Pan d'Amy Herzog : Polly

## Filmographie partielle

### Cinéma

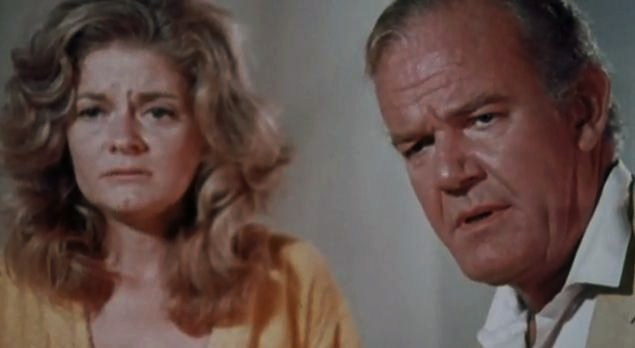
Avec Andrew Duggan, dans Bone (1972)

(films américains, sauf mention contraire)
- 1951 : 14 Heures (Fourteen Hours) d'Henry Hathaway : Barbara
- 1958 : La Déesse (The Goddess) de John Cromwell : Hillary
- 1968 : Le Baiser papillon (I Love You, Alice B. Toklas) d'Hy Averback : Joyce
- 1969 : Filles et Show-business (The Trouble with Girls) de Peter Tewksbury : Maude
- 1970 : Pussycat, Pussycat, I Love You (en) de Rodney Amateau : Anna
- 1971 : Rio Verde (Something Big) d'Andrew V. McLaglen : Polly Standall
- 1971 : Making It de John Erman : Betty Fuller
- 1972 : Bone de Larry Cohen : Bernadette
- 1974 : Mame de Gene Saks : Sally Cato
- 1975 : The Manchu Eagle Murder Caper Mystery (en) de Dean Hargrove : Ida Mae
- 1976 : La Chouette Équipe (The Bad News Bears) de Michael Ritchie : Cleveland
- 1976 : Mikey and Nicky d'Elaine May : Jan
- 1985 : Le Jeu du faucon (The Falcon and the Showman) de John Schlesinger : Mme Boyce
- 1985 : St. Elmo's Fire de Joel Schumacher : Mme Beamish
- 1987 : Boire et Déboires (Blind Date) de Blake Edwards : La mère de Nadia
- 1988 : Incidents de parcours (Monkey Shines) de George Andrew Romero : Dorothy Mann
- 1989 : Trust Me de Robert Houston : Nettie Brown
- 1996 : Infinity de Matthew Broderick : Tante Ruth
- 2008 : Marley et moi (Marley & Me) de David Frankel : Mme Butterly
- 2010 : Copains pour toujours (Grown Ups) de Dennis Dugan : Gloria
- 2011 : Peace, Love, & Misunderstanding de Bruce Beresford : Mariam
- 2011 : This Must Be the Place de Paolo Sorrentino (film franco-italo-irlandais) : Dorothy Shore
- 2012 : The Fitzgerald Family Christmas d'Edward Burns : Mme McGowan

### Télévision
Séries

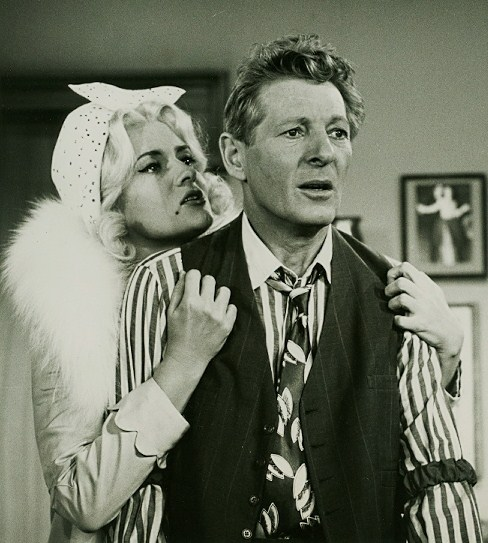
Avec Danny Kaye, dans The Danny Kaye Show (1965, photo promotionnelle)

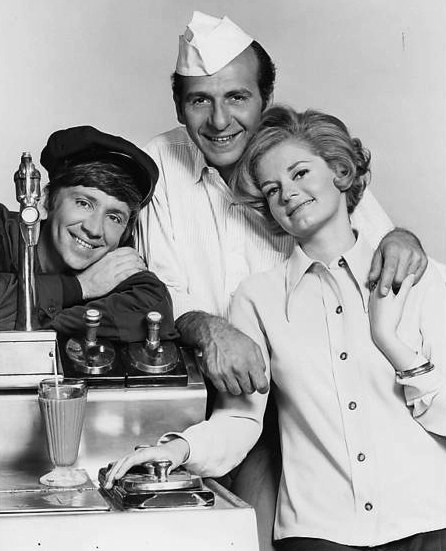
Avec Bob Denver (à g.) et Herb Edelman, dans The Good Guys (1968, photo promotionnelle)

- 1961-1963 : Dobie Gillis (The Many Loves of Dobie Gillis)
  - Saison 3, épisode 12 Crazylegs Gillis (1961 - Ethel Bronkowski) de Rodney Amateau et épisode 23 Dobie Gillis : Wanted Dead or Alive (1962 - Mme Maude Pomfritt) de Rodney Amateau
  - Saison 4, épisode 29 Lassie, Get Lost (1963) de Rodney Amateau : Speed Pulitzer
- 1962 : C'est arrivé à Sunrise (Bus Stop)
  - Saison unique, épisode 18 Turn Home Again de Stuart Rosenberg : Betty
- 1962 : Échec et mat (Checkmate)
  - Saison 2, épisode 20 Remembrance of Crimes Past de William A. Graham : Marcia James
- 1962-1963 : Le Jeune Docteur Kildare (Doctor Kildare)
  - Saison 1, épisode 29 The Chemistry of Anger (1962) de William A. Graham : Julie Belmanno
  - Saison 3, épisode 13 The Oracle (1963) de Jack Smight : Ruth Scully
- 1963 : Suspicion (The Alfred Hitchcock Hour)
  - Saison 1, épisode 23 The Lonely Hours de Jack Smight : Grace
- 1963 : Gunsmoke ou Police des plaines (Gunsmoke ou Marshal Dillon)
  - Saison 8, épisode 26 Anybody Can Kill a Marshal : Molly
- 1963 : Les Incorruptibles (The Untouchables)
  - Saison 4, épisode 23 Le Trouble-fête (The Spoiler) de László Benedek : Claire Vale
- 1963 : La Quatrième Dimension (The Twilight Zone)
  - Saison 4, épisode 17 Traversée à bord du Lady Anne (Passage on the Lady Anne) de Lamont Johnson : Eileen Ransome
- 1963 : Les Accusés (The Defenders)
  - Saison 3, épisode 13 Fugue for Trumpet and Small Boy : Nora Slater
- 1963-1965 : Perry Mason, première série
  - Saison 6, épisode 15 The Case of the Prankish Professor (1963) de Jesse Hibbs : Sally Sheldon
  - Saison 8, épisode 16 The Case of the Thermal Thief (1965) de Jack Arnold : Fay Gilmer
- 1964 : Au-delà du réel (The Outer Limits)
  - Saison 1, épisode 29 La Visite des Luminois (A Feasibility Study) de Byron Haskin : Rhea Cashman
- 1964-1967 : The Danny Kaye Show
  - Saisons 1 à 4, 53 épisodes : rôles divers
- 1965 : Le Virginien (The Virginian)
  - Saison 4, épisode 6 Ring of Silence : Mary Stewart
- 1967 : Le Cheval de fer (Iron Horse)
  - Saison 2, épisode 15 Death Has Two Faces de Paul Henreid : Alice Fuller
- 1967-1973 : Mannix
  - Saison 1, épisode 13 Le Ver dans le fruit (Run, Sheep, Run, 1967) de Gene Reynolds : Lola Collins
  - Saison 6, épisode 18 Trafic dans l'ombre (Out of the Night, 1973) de Paul Krasny : Dodie Green
- 1968-1970 : The Good Guys (en)
  - Saisons 1 et 2, 42 épisodes (intégrale) : Claudia Gramus
- 1970 : Cher oncle Bill (Family Affair)
  - Saison 5, épisode 11 Class Clown de Charles Barton : Gail Spencer
- 1970-1972 : Hawaï police d'État (Hawaii Five-0)
  - Saison 3, épisode 13 Six ans après (The Payoff, 1970) de John Llewellyn Moxey : Lila Daniels
  - Saison 5, épisode 13 Escroquerie en famille (I'm a Family Crook – Don't Shoot!, 1972) : Rhoda Lovejoy
- 1971 : Sur la piste du crime (The F.B.I.)
  - Saison 6, épisode 24 Turnabout de Robert Douglas : Alice Kranz
- 1972 : Un shérif à New York (McCloud)
  - Saison 2, épisode 5 A Little Plot at Tranquil Valley de Jack Smight : Lucy Sloan
- 1972 : Cannon
  - Saison 1, épisode 23 Attaque aérienne (A Flight of Hawks) de Charles S. Dubin : Kate Werner Macklin
- 1973 : Les Rues de San Francisco (The Streets of San Francisco)
  - Saison 1, épisode 22 Le Mort vivant (The House on Hyde Street) de Walter Grauman : Mme Rudolph
- 1974-1976 : Columbo, première série
  - Saison 4, épisode 2 Réaction négative (Negative Reaction, 1974) d'Alf Kjellin : Sœur Mercy
  - Saison 6, épisode 2 Meurtre à l'ancienne (Old Fashion Murder, 1976) de Robert Douglas : Ruth Lytton
- 1986 : Histoires fantastiques (Amazing Stories)
  - Saison 1, épisode 23 L'Encyclopédie vivante (One for the Books) de Lesli Linka Glatter : Eva
- 1991 : Les Sœurs Reed (Sisters)
  - Saison 1, épisode 4 Un père modèle (Devoted Husband, Loving Father) de Jan Eliasberg : Belle Adderly
- 1993 : New York, police judiciaire (Law and Order)
  - Saison 3, épisode 11 Le Jeu de la haine et du hasard (Extended Family) : Ramona Stark
- 1993 : Diagnostic : Meurtre ou Mort suspecte (Diagnosis Murder)
  - Saison 1, épisode 3 Meurtre au Téléthon (Murder at the Telethon) d'Anson Williams : Sarah Emerson
- 1994 : Bienvenue en Alaska (Northern Exposure)
  - Saison 5, épisode 21 I Feel the Earth Move : Pat Hillman
- 1999 : Les Anges du bonheur (Touched by the Angel)
  - Saison 5, épisode 18 Affaires de famille (Family Business) : Sylvia
- 1999 : Un agent très secret (Now and Again)
  - Saison 1, épisode 6 Sans peur (Nothing to Fear, But Nothing to Fear) de Timothy Van Patten : La psychiatre
- 2002 : Oz
  - Saison 5, épisode 7 Bonnes Intentions (Good Intentions) : Sarah Rebadow
- 2002 : Les Soprano (The Sopranos)
  - Saison 4, épisode 3 Indiens contre italiens (Christopher) de Timothy Van Patten : Dr Sandy Shaw
- 2002 : New York Police Blues (NYPD Blue)
  - Saison 10, épisode 9 Droit dans le mur (Half-Ashed) : Ruth Dwyer
- 2002-2003 : Amy (Judging Amy)
  - Saison 4, épisode 9 Un mariage compliqué (Boys to Men, 2002) d'Helen Shaver et épisode 16 Retrouvailles (Sixteen Going on Seventeen, 2003) : Jane, l'avocate d'Eric
- 2005 : FBI : Portés disparus (Without a Trace)
  - Saison 4, épisode 6 Voyage au Mexique (Viuda Negra) de Paul McCrane
- 2005 : Desperate Housewives
  - Saison 2, épisode 9 La Nonne, la Brute et l'Ex-truand) et épisode 10 Mon père, ce tordu (Coming Home) d'Arlene Sanford : Carol Prudy
- 2011 : The Good Wife
  - Saison 3, épisode 4 Nourrir la bête (Feeding the Rat) : Agnes Silvestre
- 2012 : Made in Jersey
  - Saison unique, épisode 3 Camelot : Lilla

Téléfilms
- 1970 : But I Don't Want to Get Married! de Jerry Paris : Olga
- 1974 : Winter Kill de Jud Taylor : Grace Lockhard
- 1974 : L'Étranger (The Stranger Within) de Lee Philips : Phyllis
- 1975 : For the Use of the Hall de Lee Grant : Alice
- 1975 : Winner Take All de Paul Bogart : Edie Gould
- 1978 : The Plant Family de James Burrows : Lyla Plant
- 1978 : To Kill a Cop de Gary Nelson : Betty Eischied
- 1978 : Murder at the Mardi Gras de Ken Annakin : Janet Murphy
- 1978 : The Comedy Company de Lee Philips : Ellen Dietz
- 1979 : Vous ne l'emporterez pas avec vous (You Can't Take It with You) de Paul Bogart : Mlle Wellington
- 1979 : A Christmas for Boomer de William Asher : Lila Manchester
- 1981 : Bulba de James Frawley : Barbara Thatcher
- 1982 : Eleanor, First Lady of the World de John Erman : « Tommy » Thompson
- 1983 : Le Procès du démon (The Demon Murder Case) de William Hale : Connie Frazier
- 1983 : Another Woman's Child de John Erman : Janet Stein
- 1983 : In Defense of Kids de Gene Reynolds : Caroline Ruben
- 1985 : Picking Up the Pieces de Paul Wendkos : Harriet Goodman
- 1986 : Under the Influence de Thomas Carter : Helen Talbot
- 1991 : La Maison hantée (The Haunted) de Robert Mandel : Cora Miller
- 1994 : The Gift of Love de Paul Bogart : Erika Magnussen
- 1996 : Jake's Women de Glenn Jordan : Edith